# لوکی (مجموعه تلویزیونی)
لوکی (انگلیسی: Loki) یک مجموعهٔ تلویزیونی آمریکایی است. این مجموعه را مایکل والدرون برای سرویس استریم دیزنی پلاس ساخته و بر پایهٔ شخصیتی به همین نام از مارول کامیکس است. لوکی در دنیای سینمایی مارول (MCU) واقع شده‌است و داستانش با فیلم‌های این فرنچایز مرتبط است. این مجموعه همزمان با وقایع انتقام‌جویان: پایان بازی (۲۰۱۹) اتفاق می‌افتند که در آن نسخهٔ جایگزین لوکی یک زمان‌بندی جدید را ایجاد کرد. لوکی توسط مارول استودیوز تولید می‌شود. والدرون به‌عنوان سرپرست نویسنده و کیت هرون به‌عنوان کارگردان در نخستین فصل فعالیت کرده‌اند.
تام هیدلستون بار دیگر نقش لوکی از این مجموعهٔ فیلم را ایفا می‌کند. بازیگرانی نظیر گوگو امبتا-را، وونمی موساکو، تارا استرانگ، اوون ویلسون، سوفیا دی مارتینو و ساشا لین نیز در این مجموعه ایفای نقش می‌کنند. تا سپتامبر ۲۰۱۸، مارول استودیوز در حال توسعه شماری از مجموعه‌های محدود برای دیزنی پلاس با محوریت شخصیت‌های فرعی از فیلم‌های دنیای سینمایی مارول بود. در نوامبر ۲۰۱۸ مجموعه‌ای با نقش‌آفرینی هیدلستون تأیید شد. والدرون در فوریه ۲۰۱۹ استخدام شد و هرون در اوت همان سال به مجموعه پیوسته بود. فیلم‌برداری در ژانویه ۲۰۲۰ در آتلانتای جورجیا آغاز شد، اما به دلیل دنیاگیری کووید-۱۹ در مارس ۲۰۲۰ متوقف شد. تولید در سپتامبر از سر گرفته شد و در دسامبر به پایان رسید.
نخستین فصل لوکی در ۹ ژوئن ۲۰۲۱ با شش قسمت به نمایش درآمد و در ۱۴ ژوئیه به پایان رسید. این فصل بخشی از فاز چهارم دنیای سینمایی مارول بود. فصل اول نقدهای مثبتی دریافت کرد. فصل دوم متشکل از شش قسمت در ۶ اکتبر ۲۰۲۳ منتشر شد و بخشی از فاز پنجم دنیای سینمایی مارول است.

## داستان
پس از دزدیده شدن مکعب کیهانی یا تسرکت، لوکی به سرزمین جدیدی می‌رود ولی پس از چند دقیقه توسط سازمان مغایرت‌های زمانی دستگیر می‌شود. در ادامه این داستان، هدف اصلی آنها پیدا کردن شخصی است که سازمان مغایرت زمانی را به‌وجود آورده و خط زمانی را کنترل می‌کند.

## بازیگران و شخصیت‌ها

### اصلی
- تام هیدلستون در نقش لوکی:
برادر خوانده ثور را و خدای شرارت بر اساس خدای اساطیر اسکاندیناوی به همین نام.[۲] این نسخه از لوکی، خط زمانی جدیدی را در انتقام‌جویان: پایان بازی (۲۰۱۹) در سال ۲۰۱۲ ایجاد کرد، بنابراین وی از وقایع ثور: دنیای تاریک (۲۰۱۳) یا ثور: راگناروک (۲۰۱۷) که گذشت، هیچ چیز نمی‌داند بنابراین این شخصیت به حالت شرور خود برگشته است.[۳]
- اوون ویلسون در نقش موبیوس:

مأمور سازمان TVA.
- گوگو امبتا-را در نقش راونا رنسلایر:

قاضی سازمان TVA.
- سوفیا دی مارتینو در نقش سیلوی / لیدی لوکی:
- جاناتان میجرز در نقش او که باقی می‌ماند / کانگ فاتح:
- ساشا لین در نقش شکارچی C-۲۰:
- تارا استرانگ در نقش خانم دقایق:
- وونمی موساکو در نقش شکارچی B-۱۵:
- ریچارد ئی. گرانت در نقش لوکی کلاسیک:
- دئوبیا اوپاری در لوکی (به انگلیسی: Boastful Loki):
- جک ویل در نقش کید لوکی:

همچنین جیمی الکساندر در نقش سیف و ثور قورباغه هم حضور افتخاری در این سریال دارد.

## قسمت‌ها
| شم. | عنوان                     | کارگردان | نویسنده                     | تاریخ پخش اصلی |
| --- | ------------------------- | -------- | --------------------------- | -------------- |
| ۱ | «هدف باشکوه»              | کیت هرون | مایکل والدرون               | ۹ ژوئن ۲۰۲۱    |
| لوکی توسط Time Variance Authority (TVA) دستگیر می‌شود که او پس از فرار از نبرد نیویورک با Tesseract در سال ۲۰۱۲ یک جدول زمانی جدید ایجاد می‌کند. TVA جدول زمانی را بازنشانی می‌کند و این "نوعی" لوکی در مقابل قاضی راوونا محاکمه می‌شود. Renslayer برای جنایات علیه "Scred Timeline". لوکی این وضعیت را به گردن انتقام جویان می‌اندازد که تا سال ۲۰۱۲ به گذشته سفر کرده بودند، اما رنسلایر می‌گوید که قرار بود اعمال آنها برخلاف فرار لوکی اتفاق بیفتد. مأمور موبیوس ام. موبیوس لوکی را به تئاتر تایم می‌برد تا اعمال ناشایست گذشته خود را مرور کند و سابقه آسیب رساندن به مردم را زیر سؤال ببرد. او فاش می‌کند که لوکی در آینده‌ای که در نظر گرفته شده‌است، ناخواسته باعث مرگ مادر خوانده‌اش فریگا می‌شود. لوکی سعی می‌کند فرار کند، اما پس از فهمیدن اینکه قدرت TVA از سنگ‌های بی‌نهایت بیشتر است، تسلیم می‌شود. او به تئاتر تایم بازمی‌گردد و رویدادهای آینده بیشتری را تماشا می‌کند، از جمله مرگ خودش به دست تانوس. سپس موافقت می‌کند که به موبیوس در شکار نوع دیگری از لوکی، که چندین مأمور TVA را می‌کشت و اتهامات تنظیم مجدد جدول زمانی آنها را می‌دزدد، کمک کند. |                           |          |                             |                |
| ۲ | «مغایر»                   | کیت هرون | Elissa Karasik              | ۱۶ ژوئن ۲۰۲۱   |
| لوکی در سال ۱۹۸۵ به یک مأموریت TVA به محل حمله "تغییر" در اوشکوش، ویسکانسین می‌پیوندد، جایی که او متوقف می‌شود و سعی می‌کند راه خود را برای ملاقات با نگهبانان زمان، که TVA ادعا می‌کند آنها و خط زمانی مقدس را ایجاد کرده‌اند، معامله کند. Renslayer با دخالت بیشتر لوکی مخالفت می‌کند، اما موبیوس او را متقاعد می‌کند که به او فرصت دیگری بدهد. لوکی در مورد فایل‌های TVA تحقیق می‌کند و این نظریه را مطرح می‌کند که Variant در نزدیکی رویدادهای آخرالزمانی پنهان شده‌است، جایی که اقدامات آنها بر جدول زمانی تأثیر نمی‌گذارد. لوکی و موبیوس این احتمال را با بازدید از پمپئی در سال ۷۹ پس از میلاد تأیید کردند، قبل از اینکه نتیجه بگیرند که واریانت در طول طوفانی در سال ۲۰۵۰ آلاباما پنهان شده‌است. در آنجا آنها توسط Variant که چندین نفر از مردم محلی و مأمور TVA Hunter B-15 را مسحور می‌کند، کمین می‌کنند. The Variant نشان می‌دهد که نسخه زنانه لوکی است و پیشنهاد او را برای سرنگونی زمان نگهبانان با هم رد می‌کند. او هزینه‌های بازنشانی دزدیده شده را به نقاط مختلف در امتداد تایم لاین مقدس ارسال می‌کند، که خطوط زمانی متعددی را فعال کرده و شاخه‌ای ایجاد می‌کند که TVA را به هم می‌ریزد. او دور می‌شود و لوکی او را دنبال می‌کند.                                         |                           |          |                             |                |
| ۳ | «لامنتس»                  | کیت هرون | Bisha K. Ali                | ۲۳ ژوئن ۲۰۲۱   |
| با پرت شدن TVA, Variant به مقر آنها می‌رسد و تلاش می‌کند تا نگهبانان زمان را پیدا کند، اما توسط لوکی دنبال می‌شود و با آنها روبرو می‌شود. آنها توسط Renslayer مورد حمله قرار می‌گیرند و لوکی از تمپد استفاده می‌کند تا هر دوی آنها را به 2077 Lamentis-۱، قمری که در شرف له شدن توسط یک سیاره است، از راه دور منتقل کند. تمپاد تمام می‌شود و به‌طور جادویی توسط لوکی پنهان می‌شود. The Variant که توسط سیلوی ساخته می‌شود، موافقت می‌کند که با لوکی برای شارژ آن همکاری کند. آنها مخفیانه سوار قطاری می‌شوند که به سمت کشتی می‌رود، یک سفینه فضایی تخلیه که می‌تواند تمپد را دوباره شارژ کند، اما لوکی مست می‌شود و توجه‌ها را به خود جلب می‌کند. این منجر به درگیری با نگهبانانی می‌شود که او را از قطار به بیرون پرت می‌کنند. سیلوی او را تعقیب می‌کند، اما متوجه می‌شود که TempPad شکسته‌است. این دو نفر پیاده ادامه می‌دهند و قصد دارند کشتی را فرماندهی کنند تا بتوانند قبل از نابودی Lamentis-1 فرار کنند. در راه، سیلوی فاش می‌کند که کارگران TVA در واقع انواعی از مردم زمین هستند. لوکی و سیلوی از میان نگهبانان و انبوهی از مردم که سعی در سوار شدن به کشتی دارند با هم مبارزه می‌کنند، اما شهاب‌سنگ‌های سیاره‌ای که می‌روند قبل از اینکه بتوانند سوار کشتی شوند، آن را نابود می‌کنند. |                           |          |                             |                |
| ۴ | «رویداد پیوندی»           | کیت هرون | Eric Martin                 | ۳۰ ژوئن ۲۰۲۱   |
| سیلوی به لوکی می‌گوید که در کودکی از TVA فرار کرده‌است. آنها یک پیوند عاشقانه ایجاد می‌کنند، که یک جدول زمانی منحصر به فرد ایجاد می‌کند و به TVA هشدار می‌دهد که آنها را قبل از نابودی Lamentis-1 پیدا و دستگیر کند. موبیوس لوکی را در یک حلقه زمانی از خاطره بدی که از سیف دارد رها می‌کند در حالی که سیلوی خاطرات B-15 را باز می‌کند تا ثابت کند که B-15 یک نوع است. Renslayer به Mobius می‌گوید که C-20 بر اثر یک اختلال روانی مرده‌است، اما Mobius ضبط شده‌ای از Renslayer پیدا می‌کند که در حال بازجویی از یک C-20 از نظر ذهنی است، که اصرار دارد کارگران TVA همه گونه‌های مختلف هستند. موبیوس لوکی را از حلقه زمان آزاد می‌کند، اما Renslayer با آنها مقابله می‌کند و موبیوس را «هرس» می‌کند. Renslayer لوکی و سیلوی را نزد Time-Keepers می‌برد که دستور حذف لوکی و سیلوی را می‌دهند. با کمک B-15، لوکی و سیلوی رنسلایر و نگهبانان زمان را شکست می‌دهند. سیلوی یکی از Time-Keepers را سر برید، اما قبل از اینکه یک Renslayer بهبودیافته لوکی را هرس کند، متوجه می‌شود که آن‌ها اندرویدی هستند. سیلوی بر Renslayer غلبه کرده و حقیقت را طلب می‌کند. در یک صحنه در میان اعتبار، لوکی بیدار می‌شود که توسط چندین نوع دیگر لوکی احاطه شده‌است.                                          |                           |          |                             |                |
| ۵ | «سفر به رمز و راز»        | کیت هرون | Tom Kauffman                | ۷ ژوئیه ۲۰۲۱   |
| Renslayer به سیلوی می‌گوید که وقتی لوکی هرس شد، او در پایان زمان به Void فرستاده شد، جایی که هیچ چیز از آن برنگشته است. آنها استنباط می‌کنند که خالق واقعی TVA در آن سوی Void پنهان شده‌است. طلسم TVA Miss Minutes برای مدتی متوقف می‌شود تا اینکه سربازان TVA سیلوی را احاطه می‌کنند، که خودش را هرس می‌کند و به زودی با موبیوس در Void ملاقات می‌کند. پس از بازجویی از B-15، Renslayer قصد دارد به خالق واقعی TVA برسد. در همین حال، گونه‌های دیگر لوکی به لوکی می‌گویند که یک موجود ابر مانند عظیم به نام Alioth همه چیز را در Void نابود می‌کند. پس از مواجهه با یک گروه دوم لوکی که به درگیری داخلی می‌پردازند، لوکی کلاسیک به لوکی، تمساح لوکی و بچه لوکی کمک می‌کند تا فرار کنند. آنها با موبیوس و سیلوی روبرو می‌شوند و موبیوس با استفاده از تم پدی که سیلو با خود آورده بود به TVA برمی گردد. سیلو تلاش می‌کند تا آلیوث را مسحور کند در حالی که لوکی حواسش را پرت می‌کند، اما آنها شکست می‌خورند تا اینکه لوکی کلاسیک خود را قربانی ایجاد توهم آسگارد برای جلب توجه آلیوث می‌کند. لوکی و سیلوی با موفقیت آلیوث را با هم مسحور می‌کنند و این موجود راه را به قلعه ای فراتر از Void به آنها نشان می‌دهد.                                                                       |                           |          |                             |                |
| ۶ | «برای همه زمان‌ها. همیشه.» | کیت هرون | اریک مارتین و مایکل والدرون | ۱۴ ژوئیه ۲۰۲۱  |
| پس از اینکه Miss Minutes اطلاعات خالق TVA, "He Who Remains" را به او داد، Renslayer برای یافتن "اراده آزاد" راهی مأموریت می‌شود. B-15 با نشان دادن یک نوع Renslayer که معاون مدرسه است، به سربازان TVA ثابت می‌کند که آنها یک نوع هستند. در همین حال، در سیتادل در پایان زمان، او که باقی می‌ماند به لوکی و سیلوی می‌گوید که با استفاده از Alioth برای از بین بردن جدول‌های زمانی متناوب، به جنگ چندجانبه‌ای بین نسخه‌هایش پایان داد و TVA را برای حفظ این صلح ایجاد کرد. همان‌طور که او خسته شده‌است، او به آنها یک انتخاب پیشنهاد می‌دهد: او را بکشید و خطر جنگ چندجانبه دیگری را به خطر بیندازید یا او را در نظارت بر TVA و یک جدول زمانی منحصر به فرد جایگزین کنید. سیلوی می‌خواهد او را بکشد، اما لوکی از او التماس می‌کند که متوقف شود. آنها می‌بوسند، اما سیلوی لوکی را به مقر TVA می‌فرستد. او در نهایت هر کسی که باقی می‌ماند را می‌کشد، و یک جهان چندگانه با جدول زمانی متناوب را آزاد می‌کند که TVA نمی‌تواند آن را هرس کند. در مقر TVA، لوکی به موبیوس و B-15 در مورد نسخه‌های He Who Remains هشدار می‌دهد، اما آنها او را نمی‌شناسند و لوکی می‌بیند که مجسمه یکی از انواع [d] جایگزین مجسمه‌های نگهبانان زمان شده‌است.                                                        |                           |          |                             |                |

## تولید

### توسعه
در سپتامبر ۲۰۱۸، مارول استودیو در حال توسعه چند سریال کوتاه برای سرویس استریم شرکت مادرش دیزنی به نام، دیزنی +، به حمایت از کاراکترها از محور شود دنیای سینمایی مارول که، در فیلم‌های خودشان ستاره نبودند مانند لوکی بود؛ از بازیگرانی که شخصیت‌های این فیلم‌ها را نقش آفرینی کرده بودند انتظار می‌رفت که نقش‌های خود را برای این سریالهای کوتاه دوباره تکرار کنند. انتظار می‌رود این سریال شش تا هشت قسمت باشد، یک «بودجه» سنگین برای رقابت با یک تولید بزرگ استودیویی داشته باشد و توسط مارول استودیوز ساخته شود نه تلویزیون مارول که سریال‌های تلویزیونی قبلی را در MCU تولید می‌کرد. انتظار بر این است که کوین فایگی رئیس مارول استودیوز در هر سریال «نقشی دستی» را برعهده دارد، با تمرکز بر «پیوستگی داستان» با فیلم‌ها و «دستکاری کردن» بازیگرانی که نقش‌های خودرا از فیلم‌ها دوباره نقش آفرینی کنند. باب ایگر، مدیرعامل مارول در ماه نوامبر تأیید کرد که یک سریال با محوریت شخصیت لوکی در حال توسعه است و انتظار می‌رود که تام هیدلستون نقش خود را در این سریال تکرار کند.
مایکل والدرون در فوریه ۲۰۱۹ به عنوان نویسنده اصلی و تهیه‌کننده اجرایی این سریال استخدام شد. او همچنین قرار بود قسمت آزمایشی را بنویسد. انتظار می‌رفت این سریال لوکی را دنبال کند زیرا او «در طول تاریخ بشریت به عنوان یک تأثیرگذار دور در وقایع تاریخی ظاهر شده‌است». یک ماه بعد، فایگی گفت که لوکی بیش از هزار سال در فیلم‌های MCU حضور دارد، بنابراین این سریال می‌تواند به کاوش آنچه در طول عمر طولانی خود انجام داده‌است بپردازد. وی افزود: علاقه مارول استودیوز به ساخت این سریال این بود که بیشتر با هیدلستون کار کنیم و او شخصیت لوکی را فراتر از اینکه شخصیتی پشتیبان در فیلم‌ها باشد کشف کند. هیدلستون در اوت ۲۰۱۹ توضیح داد که او هنگام فیلمبرداری مرگ لوکی در انتقام‌جویان: جنگ ابدیت (۲۰۱۸)، دربارهٔ نقش کومئو در انتقام‌جویان: پایان بازی (۲۰۱۹) اطلاع داشت، اما می‌دانست بعد از فیلم جنگ ابدیت دیگر عاطفه لوکی تمام شده‌است. سپس وی حدود شش هفته قبل از اکران جنگ ابدیت، از برنامه‌های سریال لوکی مطلع شد و این مسئله را تا زمان اعلام رسمی آن در اواخر همان سال مخفی نگه داشت. وی هیجانی بیش از حد در مورد امکان تغییر لوکی به روش‌های مختلف با بازگشت به نسخه بدذاتش و «دیدن قوی تر ظاهر شدن او در برابر مخالفانش، مانند مواردی که وی هرگز ندیده‌است». همچنین در آن ماه، کیت هرون برای کارگردانی و تهیه کنندگی اجرای مینی سریال انتخاب شد و معلوم شد که این سریال شش قسمت خواهد بود.

### نوشتن فیلمنامه

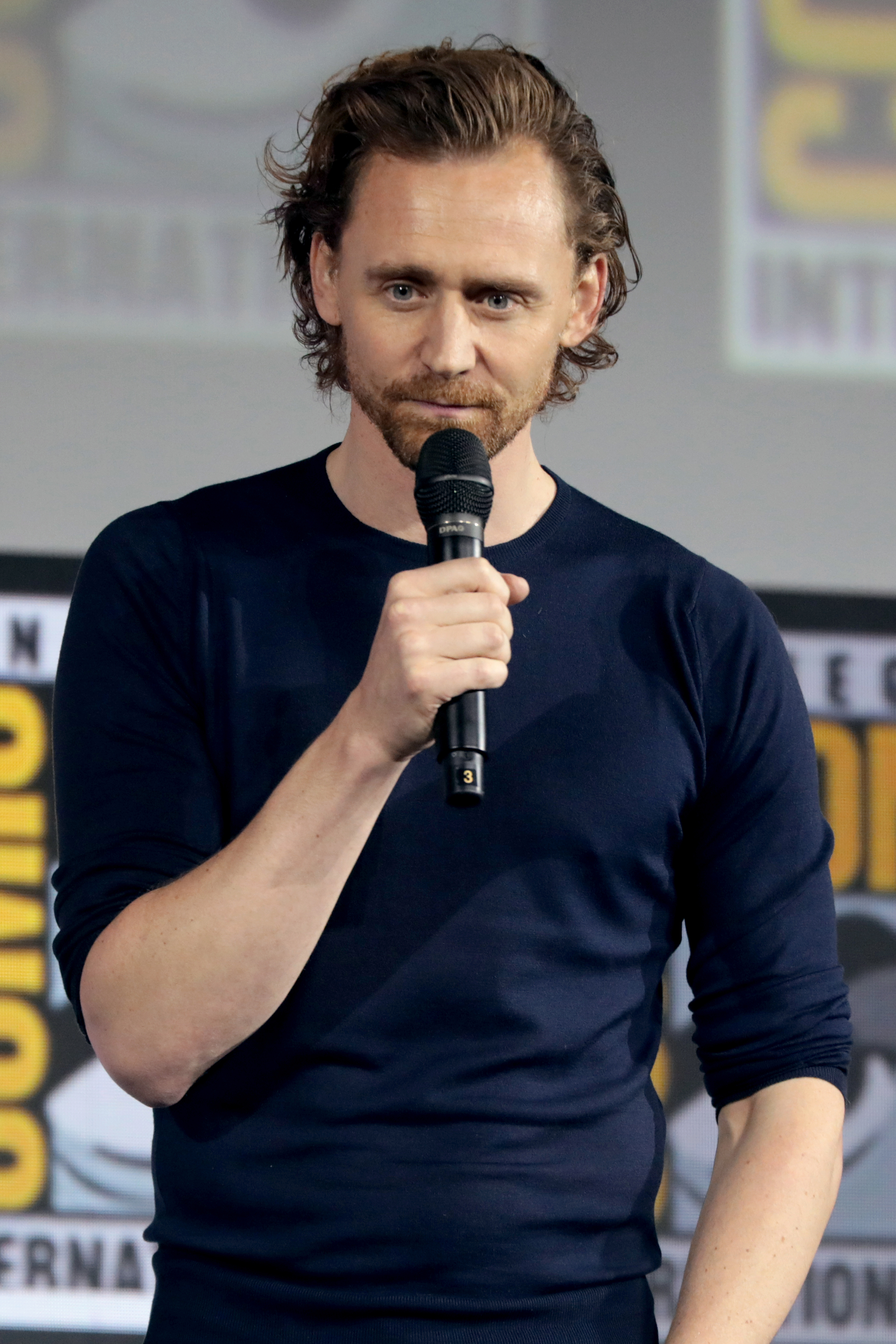
تبلیغ هیدلستون در سریال Comic-Con 2019 سان دیگو

اتفاقات این سریال پس از انتقام‌جویان: پایان بازی رخ می‌دهد، که لوکی در جریان وقایع سال ۲۰۱۲ در انتقام‌جویان (۲۰۱۲) تسراکت را دزدید، که یک جدول زمانی متناوب از فیلم‌های اصلی MCU ایجاد کرد. در این سریال، لوکی از تسراکت برای سفر در زمان و تغییر تاریخ بشر استفاده می‌کند. در اوت ۲۰۱۹، هرون اعلام کرد که این سریال "لوکی را به قسمت کاملاً جدیدی از MCU منتقل خواهد کرد" در حالی که والدرون گفت " این سریال سوالات همه ما را جواب می‌دهد: لوکی پس از برداشتن تسراکت کجا رفت؟ آیا لوکی برای خود دوستی پیدا کرده‌است؟ و آیا خورشید دوباره بر او خواهد تابید؟ " استفن بروسارد تهیه‌کننده اجرایی گفت که این سریال علاوه بر عنصر سفر در زمان، «کیفیتی از نظر شخصی را نیز دارد». طبق گفته فایگی، این سریال با فیلم ۲۰۲۱ دکتر استرنج در چندجهانی دیوانگی مرتبط است.

### انتخاب بازیگر
با اعلام این سریال در نوامبر ۲۰۱۸ ، انتظار می‌رفت که هیدلستون نقش خود را به عنوان لوکی تکرار کند که در فوریه ۲۰۱۹ توسط آلن اف هورن، رئیس استودیوی والت دیزنی ، تأیید شد. در نوامبر ۲۰۱۹، سوفیا دی مارتینو برای نقشی نامشخص اما «بسیار جنجالی» انتخاب شد، گزارش شده‌است که تجسم زن لوکی است. در ژانویه ۲۰۲۰، اوون ویلسون به عنوان «شخصیتی اصلی» به جمع بازیگران پیوست، در ماه بعد با بازیگری گوگو امبتا-را به عنوان رهبری مؤنث پیگیری شد، همچنین گفته می‌شود که این شخصیت یک «شخصیت اصلی» است.
در مارس ۲۰۲۰، گزارش شد که ریچارد ای گرانت در یک نقش ناشناخته برای یک قسمت از این سریال بازی می‌کند.

### فیلم‌برداری
فیلم‌برداری در ژانویه ۲۰۲۰، با عنوان کاری رودخانه تفریحی، با کارگردانی هرون آغاز شد. آتومن دورالد به عنوان فیلم‌بردار سریال فعالیت می‌کند. پیداشدن مکان فیلم‌برداری در طول ماه فوریه اتفاق افتاد که آنجا مکانی در منطقه کلان‌شهری آتلانتا است. در ۱۴ مارس، تولید این سریال به دلیل دنیاگیری ۲۰۱۹–۲۰ کروناویروس متوقف شد.

## بازاریابی

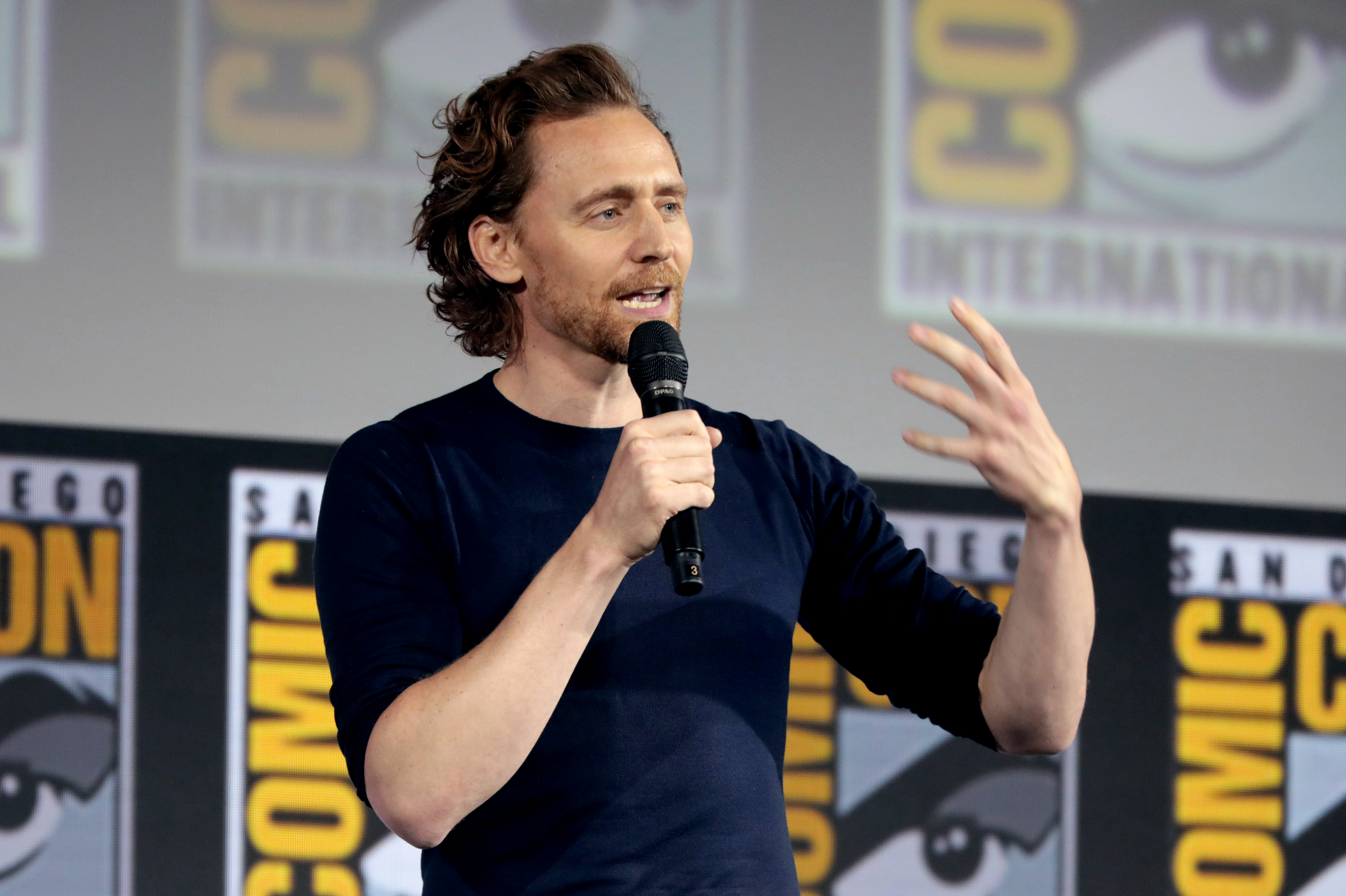
تام هیدلستون در هنگام سخنرانی در سن دیگو

تبلیغ برای سریال‌های، فالکون و سرباز زمستان و وانداویژن در طول سوپربول ۵۴ نشان داده شد. جولیا الکساندر از ورج گفت که تیزر «خیلی زیاد» نبوده، اما «تصاویر کافی برای تشویق هواداران» ارائه کرده‌است. هایلی فوچ از کلایدر گفت قبلاً احساس می‌کردم تیزرهای مارول برای سوپربول «یک نمایش را به کلی به سرقت می‌برد» و حالا بسیار در این مورد هیجان‌زده‌ام.

## انتشار
پخش فصل اول لوکی از ۹ ژوئن ۲۰۲۱ در دیزنی پلاس آغاز شد و شامل شش قسمت بود که به صورت هفتگی تا ۱۴ ژوئیه منتشر شد. این فصل بخشی از فاز چهارم دنیای سینمایی مارول بود. فصل دوم نیز شامل شش قسمت است که در ۶ اکتبر ۲۰۲۳ به‌عنوان فاز پنجم دنیای سینمایی مارول پخش شد.

## بازخورد

### شمار بینندگان
در مهٔ ۲۰۲۲، فایگی اعلام کرد که لوکی پربیننده‌ترین سریال مارول استودیوز از دیزنی پلاس بوده‌است.

### بازخورد منتقدان
فصل اول لوکی در وبگاه نقد و بررسی راتن تومیتوز، بر اساس نظر ۳۳۲ منتقد، امتیاز ۹۲٪ با میانگین نمرهٔ ۷٫۹/۱۰ را کسب کرد. اجماع انتقادی این وبگاه چنین می‌گوید: «آن‌چنان‌که می‌دانیم لوکی انحراف مسیری خوشایند از دنیای سینمایی مارول است و با موفقیت می‌بیند که ستاره تام هیدلستون—با کمی کمک از اوون ویلسون—در سریالی که به همان اندازه غیرمعمول، دلربا و کمابیش مانند خود نیمه‌خدایش خطرناک است، از شخصیت شرور محبوب به یک ضدقهرمان دوست‌داشتنی خیز برمی‌دارد.» این مجموعه در متاکریتیک، که از میانگین وزنی استفاده می‌کند، بر اساس نظر ۳۲ منتقد امتیاز ۷۴ از ۱۰۰ را کسب کرده که نشان‌گر «نقدهای عموماً مطلوب» است.